# Bad Decisions (bài hát của Benny Blanco, BTS và Snoop Dogg)
"Bad Decisions" là một bài hát của nhà sản xuất thu âm người Mỹ Benny Blanco, nhóm nhạc nam Hàn Quốc BTS và rapper người Mỹ Snoop Dogg được phát hành vào ngày 5 tháng 8 năm 2022 thông qua Interscope Records, Friends Keep Secrets và Joytime Collective dưới dạng đĩa đơn. Bài hát được mô tả là "một bản nhạc dance sôi động, quyến rũ" cho thấy các thành viên của BTS và Snoop Dogg kể về một người thân yêu mà cả hai muốn dành thời gian ở bên cạnh họ.

## Bối cảnh
Trong một cuộc phỏng vấn với The A.V. Club vào tháng 3 năm 2022, Snoop Dogg tiết lộ rằng anh đã hợp tác với BTS. Vào tháng 4 năm 2022, khi ở hậu trường tại American Song Contest, một chương trình mà anh ấy là người dẫn chương trình, Snoop Dogg đã thông báo cho một tạp chí, Buzz, về việc hoàn thành những đóng góp của anh cho bài hát. Vào ngày 20 tháng 7 năm 2022, Benny Blanco đã tiết lộ lịch trình với ngày phát hành các video âm nhạc của bài hát trên trang Twitter của mình. Cùng ngày, BTS đã phát hành video hài hước quảng bá bài hát do chính họ và Blanco đóng vai chính.

## Video âm nhạc
Video âm nhạc chính thức cho "Bad Decisions" được công chiếu trên kênh YouTube của Benny Blanco cùng với việc phát hành bài hát vào ngày 5 tháng 8 năm 2022. Blanco đóng vai một người hâm mộ BTS đang chuẩn bị cho buổi hòa nhạc của BTS một cách hài hước, nhưng thảm họa đã xảy ra khi chiếc bánh của anh rơi vào kính chắn gió ô tô khi đang lái xe đến sân vận động. Khi anh đến sân vận động, anh thấy nó trống rỗng - một người gác cổng nói với anh rằng anh đã đến sớm một ngày và cho anh ra ngoài.

## Bảng xếp hạng
| Bảng xếp hạng (2022)                  | Thứ hạng |
| ------------------------------------- | -------- |
| Úc (ARIA)                             | 31       |
| Canada (Canadian Hot 100)             | 31       |
| Canada CHR/Top 40 (Billboard)         | 45       |
| Pháp (SNEP)                           | 177      |
| Đức (GfK)                             | 89       |
| Thế giới Global 200 (Billboard)       | 6        |
| Hungary (Single Top 40)               | 10       |
| India (IMI)                           | 4        |
| Indonesia (Billboard)                 | 14       |
| Ireland (IRMA)                        | 63       |
| Nhật Bản (Japan Hot 100)              | 33       |
| Japan Digital Singles (Oricon)        | 5        |
| Lithuania (AGATA)                     | 58       |
| Malaysia (Billboard)                  | 10       |
| Malaysia International (RIM)          | 6        |
| New Zealand Hot Singles (RMNZ)        | 3        |
| Philippines (Billboard)               | 8        |
| Bồ Đào Nha (AFP)                      | 91       |
| Singapore (Billboard)                 | 7        |
| Singapore (RIAS)                      | 6        |
| South Africa (RISA)                   | 87       |
| South Korea (Billboard)               | 24       |
| South Korea (Circle)                  | 82       |
| Sweden Heatseeker (Sverigetopplistan) | 6        |
| Thụy Sĩ (Schweizer Hitparade)         | 76       |
| Anh Quốc (OCC)                        | 53       |
| Hoa Kỳ Billboard Hot 100              | 10       |
| Hoa Kỳ Pop Airplay (Billboard)        | 35       |
| Vietnam (Vietnam Hot 100)             | 4        |

## Lịch sử phát hành
| Quốc gia | Ngày                | Định dạng              | Nhãn         | Ref.   |
| -------- | ------------------- | ---------------------- | ------------ | ------ |
| Toàn cầu | 5 tháng 8 năm 2022  | Tải xuống streaming    | Sire KeyQaad | [ 36 ] |
| Hoa Kỳ   | 16 tháng 8 năm 2022 | Contemporary hit radio | Sire KeyQaad | [ 37 ] |